# Phytoseius kassasini
Phytoseius kassasini är en spindeldjursart som beskrevs av S. Chand Basha och Yousef 2000. Phytoseius kassasini ingår i släktet Phytoseius och familjen Phytoseiidae. Inga underarter finns listade i Catalogue of Life.